# Campeonato Mineiro de Futebol de 2015 - Módulo II
O Campeonato Mineiro de Futebol de 2015 - Módulo II é um torneio de futebol, realizado no estado de Minas Gerais. Esta é a 22ª edição do Módulo II do Campeonato Mineiro de Futebol, organizado pela Federação Mineira de Futebol. O campeonato equivale como a segunda divisão do futebol mineiro, dando acesso à elite estadual para os dois times mais bem colocados ao fim do campeonato.
Como previsto no Estatuto do Torcedor, a FMF convocou os times para o arbitral que foi realizado no dia 04 de novembro de 2014 na sede da entidade em Belo Horizonte. Nesta reunião foi determinada a forma de disputa do campeonato que será dividida em duas fases.

## Regulamento

### Fase Preliminar
As doze equipes serão distribuídas em dois grupos de seis times cada, que se enfrentarão em turno e returno. Os três melhores qualificados de cada grupo seguindo os critérios de desempate, irão avançar no torneio. A agremiação última colocada de cada grupo será rebaixada para o Campeonato Mineiro de Futebol da Segunda Divisão de 2016 caso necessário seguindo os critérios de desempate.

### Hexagonal Final
Nesta fase, os times jogam entre si, turno e returno. Nesta fase a tabela de jogos é determinada a partir do aproveitamento dos times que avançaram na competição ficando a cargo da FMF a elaboração da mesma.
Ao final desta fase os dois melhores times, seguindo os critérios de desempate, serão promovidos ao Campeonato Mineiro de Futebol de 2016 - Módulo I.

#### Critérios de desempate
Ocorrendo igualdade em pontos ganhos entre 2 (dois) ou mais clubes, em qualquer fase aplicam-se, sucessivamente, os seguintes critérios técnicos de desempate:
- a) maior número de vitórias
- b) maior saldo de gols
- c) maior número de gols marcados
- d) confronto direto
- e) menor número de cartões vermelhos recebidos
- f) menor número de cartões amarelos recebidos
- g) sorteio público na sede da FMF

## Participantes
| Equipe         | Cidade             | Estádio                   | Capacidade | Em 2014            |
| -------------- | ------------------ | ------------------------- | ---------- | ------------------ |
| América-TO     | Teófilo Otoni      | Nassri Mattar             | 5.000      | 7° Módulo II       |
| Araxá          | Araxá              | Fausto Alvim              | 5.500      | 8° Módulo II       |
| CAP Uberlândia | Uberlândia         | Parque do Sabiá           | 53.350     | 1° Segunda Divisão |
| Ipatinga       | Ipatinga           | Ipatingão                 | 22.000     | 9° Módulo II       |
| Minas Boca     | Sete Lagoas        | Arena do Jacaré           | 18.870     | 12° Módulo I       |
| Montes Claros  | Montes Claros      | José Maria de Melo        | 5.000      | 4° Módulo II       |
| Nacional (NAC) | Muriaé             | Estádio Soares de Azevedo | 15.000     | 2° Segunda Divisão |
| Nacional (NEC) | Muriaé             | Estádio Soares de Azevedo | 15.000     | 11° Módulo I       |
| Patrocinense   | Patrocínio         | Júlio Aguiar              | 5.500      | 10° Módulo II      |
| Social         | Coronel Fabriciano | Louis Ensch               | 2.290      | 6° Módulo II       |
| Tricordiano    | Três Corações      | Estádio Elias Arbex       | 5.000      | 5° Módulo II       |
| Uberlândia     | Uberlândia         | Parque do Sabiá           | 53.350     | 3° Módulo II       |

### Desistência
O Nacional Esporte Clube Ltda de Muriaé desistiu de participar do Módulo II. O clube foi automaticamente rebaixado para a Segunda Divisão de 2016 e foi eliminada a possibilidade de rebaixamento para os clubes remanescentes do grupo A.
Com a desistência da agremiação, o Nacional de Uberaba e a equipe do Funorte de Montes Claros entraram com pedido na FMF, de modo que pudessem participar do torneio, ocupando a vaga do respectivo time eliminado. O Funorte dizia ser o detentor da vaga, pois foi o 3° colocado na Segunda Divisão de 2014 (competição que dá acesso ao Módulo II), enquanto o Nacional de Uberaba defendia que por ter sido o melhor colocado entre os rebaixados do Módulo II de 2014 a vaga lhe pertencia.
Com esse imbróglio, a FMF de forma irredutível definiu que seguindo as regras do Estatuto do Torcedor, o torneio começou no dia do arbitral realizado em 4 de novembro de 2014 e que qualquer inclusão de uma nova equipe implicaria em uma mudança de tabelas; partindo dessa ideia a Federação Mineira de Futebol determinou que nenhuma equipe seria detentora da vaga, sendo que o grupo A permaneceria com 5 equipes e não teria um time rebaixado já que a equipe desistente cumpriu esse papel.

## Classificação

### Primeira Fase
| Grupo A | Grupo A        | Grupo A | Grupo A | Grupo A | Grupo A | Grupo A | Grupo A | Grupo A | Grupo A |
| Equipe | Equipe         | Pts     | J       | V       | E       | D       | GP      | GC      | SG      |
| --- | -------------- | ------- | ------- | ------- | ------- | ------- | ------- | ------- | ------- |
| 1 | Social         | 17      | 8       | 5       | 2       | 1       | 17      | 8       | +9      |
| 2 | América-TO     | 11      | 8       | 3       | 2       | 3       | 8       | 14      | -6      |
| 3 | Ipatinga       | 10      | 8       | 2       | 4       | 2       | 8       | 8       | 0       |
| 4 | Nacional (NAC) | 9       | 8       | 2       | 3       | 3       | 11      | 10      | +1      |
| 5 | Minas Boca     | 6       | 8       | 1       | 3       | 4       | 8       | 12      | -4      |
| 6 | Nacional (NEC) | 0       |         |         |         |         |         |         |         |
| Pts – pontos; J – jogos disputados; V - vitórias; E - empates; D - derrotas; GP – gols pró; GC – gols contra; SG – saldo de gols |                |         |         |         |         |         |         |         |         |

|  |                                   |
|  | Classificados para a Segunda Fase |
|  | Rebaixado à Segunda Divisão-2016  |

| Grupo B | Grupo B        | Grupo B | Grupo B | Grupo B | Grupo B | Grupo B | Grupo B | Grupo B | Grupo B |
| Equipe | Equipe         | Pts     | J       | V       | E       | D       | GP      | GC      | SG      |
| --- | -------------- | ------- | ------- | ------- | ------- | ------- | ------- | ------- | ------- |
| 1 | Uberlândia     | 18      | 10      | 5       | 3       | 2       | 15      | 8       | +7      |
| 2 | Tricordiano    | 18      | 10      | 5       | 3       | 2       | 11      | 9       | +2      |
| 3 | Araxá          | 16      | 10      | 4       | 4       | 2       | 7       | 6       | +1      |
| 4 | CAP Uberlândia | 11      | 10      | 3       | 2       | 5       | 12      | 11      | +1      |
| 5 | Patrocinense   | 10      | 10      | 2       | 4       | 4       | 5       | 11      | -6      |
| 6 | Montes Claros  | 6       | 10      | 0       | 6       | 4       | 5       | 10      | -5      |
| Pts – pontos; J – jogos disputados; V - vitórias; E - empates; D - derrotas; GP – gols pró; GC – gols contra; SG – saldo de gols |                |         |         |         |         |         |         |         |         |

|  |                                   |
|  | Classificados para a Segunda Fase |
|  | Rebaixado à Segunda Divisão-2016  |

### Hexagonal Final
|  |                                           |
|  | Campeão e acesso ao Módulo I de 2016      |
|  | Vice-Campeão e acesso ao Módulo I de 2016 |

## Premiação
| Campeão Mineiro 2015 - Módulo II |
| Uberlândia                       |
| -------------------------------- |
| Uberlândia Campeão (3º título)   |

## Artilharia
| Gols | Jogador        | Time                  |
| ---- | -------------- | --------------------- |
| 13   | Eraldo         | Social                |
| 12   | Marcelo Régis  | Uberlândia            |
| 7    | Dalmo          | Araxá                 |
| 7    | Rodrigo Pardal | Social                |
| 7    | Rudimar        | Tricordiano           |
| 5    | Jackson Five   | Uberlândia            |
| 5    | Mario César    | Tricordiano           |
| 5    | Robinson       | Tricordiano           |
| 5    | Rogélio        | América Futebol Clube |

## Público[3]

### Médias de público
A média de público das equipes está baseada nos públicos apresentados nos Boletins Financeiros da FMF.
| Pos. | Time               | Média | Mandos | Maior  | Menor |
| ---- | ------------------ | ----- | ------ | ------ | ----- |
| 1    | Uberlândia         | 3.521 | 10     | 15.502 | 1.003 |
| 2    | Araxá              | 1.416 | 10     | 2.413  | 752   |
| 3    | Nacional de Muriaé | 1.376 | 4      | 1.926  | 1.069 |
| 4    | América-TO         | 1.327 | 9      | 1.948  | 916   |
| 5    | Ipatinga           | 1.270 | 9      | 4.576  | 262   |
| 6    | Tricordiano        | 1.234 | 10     | 2.259  | 497   |
| 7    | Social             | 1.233 | 9      | 1.911  | 378   |
| 8    | CAP Uberlândia     | 735   | 5      | 2.412  | 243   |
| 9    | Minas Boca         | 478   | 4      | 797    | 0     |
| 10   | Montes Claros      | 348   | 5      | 529    | 125   |
| 11   | Patrocinense       | 218   | 5      | 299    | 111   |

### Maiores Públicos
Esses foram os maiores públicos pagantes do Campeonato:
- PP. ^ Considera-se apenas o público pagante